# (1934) Jeffers
(1934) Jeffers (1972 XB; 1951 AN1; 1961 YA) ist ein Asteroid des Hauptgürtels, der am 2. Dezember 1972 von Arnold R. Klemola im Lick-Observatorium entdeckt wurde.